# Claude Renoir (céramiste)
Pour les articles homonymes, voir Renoir et Claude Renoir.
Claude Renoir est un céramiste français, né le 4 août 1901 à Essoyes (Aube), mort le 7 octobre 1969 à Antibes (Alpes-Maritimes). Il est le troisième et dernier fils du peintre Auguste Renoir, le frère de Pierre et Jean Renoir, et l'oncle de Claude Renoir (cadet), fils de Pierre.

## Biographie

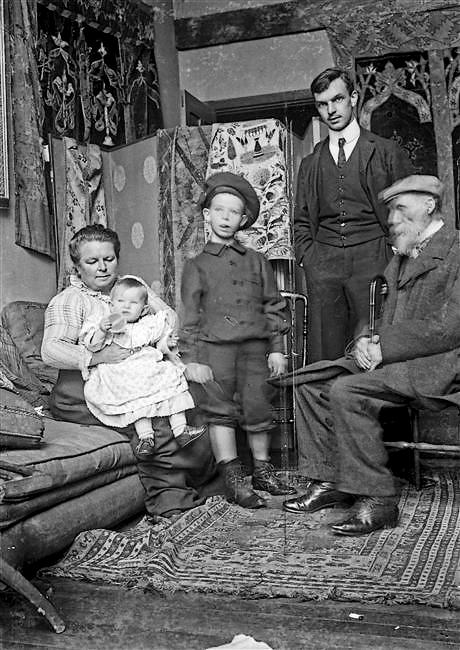
Claude Renoir en 1902, dans les bras de sa mère Aline puis, de gauche à droite, ses frères Jean et Pierre, son père Auguste le célèbre peintre.

Né le 4 août 1901  à 2 heures du soir dans la ville d'Essoyes, rue Beaufort, Claude enfant, surnommé Coco, sert souvent de modèle à son père et lui inspire de nombreux portraits, dont Coco lisant et le célèbre Claude Renoir en clown. 
Après la mort de sa mère Aline Charigot en 1915, Claude a 14 ans, il est initié par son père à la céramique ; dans le film de Sacha Guitry, Ceux de chez nous (1915), on voit le jeune Claude aux côtés de son père, Auguste. 
Le 31 janvier 1922, Claude épouse Paulette Dupré (1902-1987), originaire de Biot ; ils ont un fils Paul, né en 1924.
De 1930 à 1939, Claude est assistant réalisateur et directeur de production, travaillant notamment sur les films de son frère Jean, dont La Bête humaine, La Marseillaise et La Règle du jeu. En 1942 pendant la Seconde Guerre mondiale, il coréalise avec l'acteur René Lefèvre le film Opéra-Musette. 
Il est aussi résistant, ce qui lui vaut après la guerre d'être décoré de la croix de guerre 1939-1945 et de la médaille de la Résistance. 
Il travaille à la télévision et, en 1950, s'installe sur la Côte d'azur où il se remet à la céramique avec son fils unique Paul.
Toute sa vie, Claude Renoir fut un expert des toiles de son père et a travaillé au recensement de cette œuvre imposante.
Mort à Antibes le 7 octobre 1969, il est inhumé à Essoyes, son village natal de l'Aube, où il repose auprès de ses parents et de ses frères.

## Filmographie
Le rôle de Claude Renoir (Coco) est tenu par Thomas Doret dans le film Renoir de Gilles Bourdos sorti en 2012.